# العبودية في الصومال

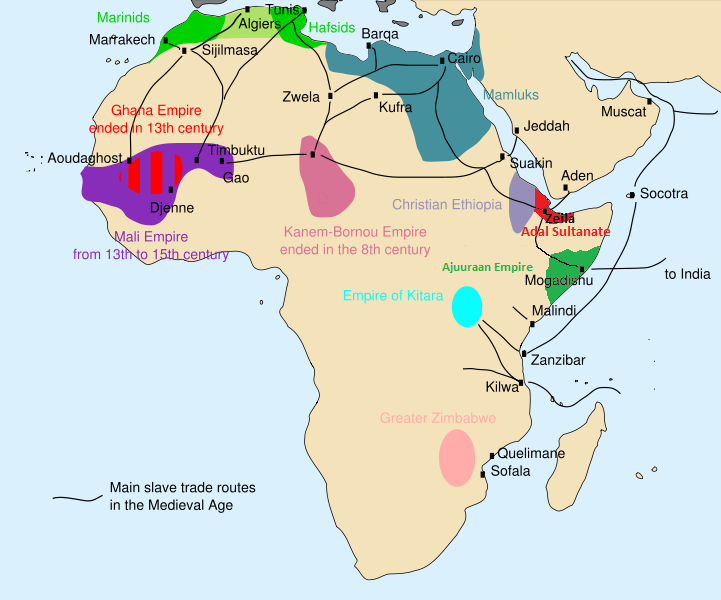
الطرق التجارية للعبيد في إفريقيا في القرون الوسطى.

كانت العبودية في الصومال جزءًا من تجارة الرقيق عند العرب. ولتلبية متطلبات العمل في ظل العبودية، كان يتم بيع أهل بانتوس من جنوب شرق إفريقيا، والذين كان يتم أسرهم من خلال تجار الرقيق العرب بأعداد كبيرة وبشكل جماعي على مدار القرون، إلى العملاء في الصومال وفي مناطق أخرى في شمال شرق إفريقيا وآسيا. كما كان يتم في بعض الأحيان استعباد الأشخاص الذين يتم أسرهم محليًا أثناء الحروب والهجمات من خلال الصوماليين. ورغم ذلك، فقد اختلف المفهوم والأسر والتعامل والمهام الموكلة لكل مجموعة من مجموعتي العبيد بشكل كبير.

## معلومات تاريخية

### المنشأ
بين 2500–3000 عام مضت، بدأت مجموعة الناطقين الأوائل بلغة البانتو سلسلة على مدار آلاف السنوات من الهجرة نحو الشرق من موطنهم الأصلي في منطقة نيجيريا والكاميرون العامة في غرب أفريقيا.
وقد أدى توسع البانتو هذا إلى ظهور شعوب البانتو للمرة الأولى في مناطق وسط وجنوب وشرق أفريقيا، وهي مناطق لم تكن تلك الشعوب موجودة بها من قبل.
ويعتقد أن بعض البانتو في الصومال من النسل المباشر لهؤلاء المهاجرين الأوائل من غرب إفريقيا. وبالإضافة إلى ذلك، فإن أغلبهم من مجموعات البانتو التي استقرت في جنوب شرق إفريقيا بعد التوسع المبدئي من نيجيريا / الكاميرا، وتم أسر أفرادها بعد ذلك وبيعهم في إطار تجارة الرقيق عند العرب.
ويعتبر البانتو متميزين عرقيًا وبدنيًا وثقافيًا عن الصوماليين، واستمروا مهمشين منذ وصولهم إلى الصومال.
وبشكل إجمالي، فإن عدد سكان البانتو في الصومال قبل الحرب الأهلية يعتقد أنه كان حوالي 80000 نسمة (حسب تقديرات عام 1970)، حيث تركز أغلبهم بين نهري جوبا وشابيل في الجنوب. ومع ذلك، فإن التقديرات الحديثة تقول إن العدد قد وصل إلى 900 ألف نسمة.

### تجارة العبيد عند الصوماليين

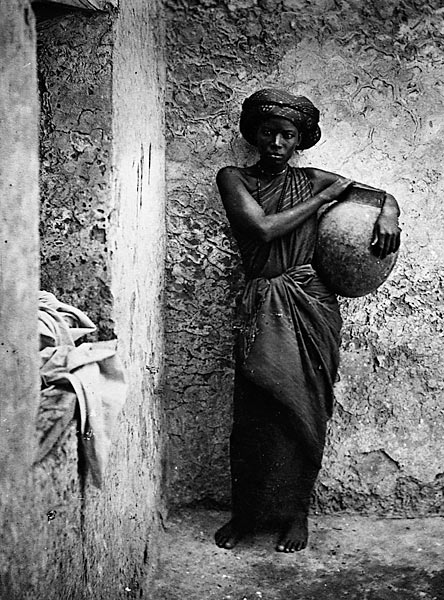
أمة من البانتو في مقديشو (1882–1883).

كانت تجارة الرقيق عبر المحيط الهندي متعددة الاتجاهات، وتغيرت مع مرور الوقت. وللوفاء بمتطلبات العمل في ظل العبودية، كان يتم بيع العبيد من السود الذين يتم أسرهم من خلال تجار الرقيق العرب من جنوب شرق إفريقيا بأعداد كبيرة وجماعية على مدار القرون للعملاء في مصر وجزيرة العرب والخليج العربي والهند والشرق الأقصى وجزر المحيط الهندي وإثيوبيا والصومال.
وفي الفترة من 1800 وحتى 1890، يعتقد أنه قد تم بيع ما بين 25000 إلى 50000 عبد من الرقيق الإفريقي الأسود من سوق الرقيق زنجبار على الساحل الصومالي. وأغلب العبيد كانوا من ماجيندو وماكوا ونياسا وياو وزلمة وزارامو وزجوا والمجموعات العرقية في تنزانيا وموزمبيق ومالاوي. وبشكل جماعي، يطلق على مجموعات بانتو تلك اسم موشونجولي، وهو مصطلح مأخوذ من مزيجولا، وهي كلمة مأخوذة من قبيلة زيجوا وتعني «الشعب» (والكلمة تحمل العديد من المعاني المضمنة بما في ذلك «العامل» و«الأجنبي» و«العبد»).

### القرون من السادس عشر إلى القرن العشرين
كان يتم شراء العبيد البالغين والأطفال من البانتو (والذين يشار إليهم بشكل جماعي باسم جرير من خلال سادتهم الصوماليين) من سوق الرقيق بشكل حصري للقيام بالأعمال غير المرغوب فيها والمتعلقة بزراعة الأراضي. وقد تم إجبارهم على العمل في عمليات الزراعة المملوكة للصوماليين عبر نهري شيبيل وجوبا في الجنوب، حيث توكل إليهم مهام حصد المحاصيل المربحة نقديًا مثل الحبوب والقطن. وقد كد الرقيق من البانتو تحت سيطرة من يكفلونهم من الصوماليين وبشكل منفصل عنهم.
وفيما يتعلق بالاعتبارات القانونية، تعرض الرقيق من البانتو لتقليل القيمة. وكان يتم غض النظر عن الأعراف الاجتماعية الصومالية ويتم فرض الرقابة عليها والتغاضي عنها فيما يتعلق بالتواصل الجنسي مع العبيد من البانتو. وغالبًا ما كان هؤلاء العبيد العاملون في مجال الزراعة يحصلون على حريتهم من خلال الهروب.
وكجزء من ممارسة أوسع نطاقًا كانت سائدة في ذلك الحين بين ملاك العبيد في شمال شرق إفريقيا، كان يقال إن بعض السادة الصوماليين في المناطق النائية القريبة من مقديشو كانوا يقومون بختان العبيد من الإناث من أجل زيادة قيمتهن في سوق العبيد. وفي عام 1609، قال المبشر البرتغالي خواو دوس سانتوس إن واحدة من تلك المجموعات «كانت لديها عادة بتخييط الرقيق من النساء، خصوصًا الصغيرات منهن، من أجل جعلهن غير قادرات على الحمل، مما يجعل بيعهن يتم بشكل أفضل، سواء بسبب عفتهن أو بسبب ثقة سادتهن بهن بشكل أكبر.»
وفي الأربعينيات من القرن التاسع عشر، بدأت أول مجموعة من الرقيق الهاربين من وادي شيبيل في الاستقرار في وادي جوبا. ومع بدايات القرن العشرين، كان عدد عبيد البانتو السابقين الذين استقروا هناك يقدر بـ 35 ألف نسمة.
وقد ألغت الإدارة الاستعمارية الإيطالية الرقيق في الصومال مع بداية القرن العشرين. ومع ذلك، بقت بعض مجموعات البانتو تحت نير العبودية حتى الثلاثينيات من القرن العشرين، واستمر احتقارها والتمييز ضدها من قبل مجموعات كبيرة من المجتمع الصومالي.
كما كان يتم كذلك إجبار البانتو على العمل القسري في المزارع المملوكة للإيطاليين، حيث كان الصوماليون أنفسهم يكرهون ما كانوا يعتبرونه عملاً في ظل العبودية، كما أن الإيطاليين كانوا ينظرون إلى الصوماليين على أنهم أعلى من الناحية العرقية من البانتو.
| العبودية في الصومال | While upholding the perception of Somalis as distinct from and superior to the European construct of “black Africans”, both British and Italian colonial administrators placed the Jubba valley population in the latter category. Colonial discourse described the Jubba valley as occupied by a distinct group of inferior races, collectively identified as the WaGosha by the British and the WaGoscia by the Italians. Colonial authorities administratively distinguished the Gosha as an inferior social category, delineating a separate Gosha political district called Goshaland, and proposing a “native reserve” for the Gosha. | العبودية في الصومال |

### الرقيق النيليون
في أواخر القرن التاسع عشر، قام الصوماليون كذلك بأسر العديد من الجرير من المناطق الساحلية في كينيا من أجل العمل لصالحهم كعبيد وتابعين. وهؤلاء العبيد، الذين كان يشار إليهم باسم الكور، والذين كانوا يتحدثون اللغات النيلية الصحراوية ولغة ما والنيليين، قد تم تحريرهم في وقت لاحق من خلال القوات الاستعمارية البريطانية. وبعد ذلك، استقروا على شاطئ لامو حيث كانوا يعملون في مجال الصيد والزراعة. ومثل العديد من البانتو، يقال إن الكور حاليًا يتحدثون اللغات الأفريقية الأسيوية الصومالية بسبب الفترة التي قضوها في العبودية.

## الرقيق الآخرون
بالإضافة إلى الرقيق من البانتو الذين كانوا يعملون في مجال الزراعة، كان الصوماليون في بعض الأحيان يستعبدون شعوب الأورومو ذات الخلفية الرعوية، والذين كان يتم أسرهم أثناء الحروب والهجمات التي كانت تتم على مستوطنات الأورومو.

ومع ذلك، كانت هناك فروق مميزة فيما يتعلق بشروط الحمل والأسر والتعامل ومهام رقيق الأورومو الرعويين في مقابل عبيد الزراعة من البانتو.
وعلى أساس فردي، لم يكن ينظر إلى أفراد الأورومو على أنهم من الجرير من الناحية العنصرية من خلال آسريهم من الصومال. وكذلك، كان أغلب الأسرى من الأورومو يتكونون من الأطفال الصغار والنساء، حيث كان يتم أخذهم إلى أسر خاطفيهم، أما الرجال فكانوا غالبًا ما يقتلون أثناء الهجمات. وكان السادة الصوماليون يتبنون الصبيان والفتيات من الأورومو الذين يتم أسرهم ليكونوا أطفالاً لهم. أما الكثير من النساء من الأورومو، وبسبب جمالهن واعتبارهن كشركاء جنسيين شرعيين، فقد أصبحن زوجات أو محظيات لآسريهم الصوماليين، في حين أن الأخريات أصبحن خادمات محليات. وفي بعض الحالات، كان يتم استيعاب عشائر أورومو كاملة على أساس التبعية في نظام العشائر الصومالي.
ولم يكن يطلب مطلقًا من أطفال أو نساء الأورومو الذين يتم أسرهم القيام بأعمال الزراعة، وكانوا في الغالب يعملون جنبًا إلى جنب مع الرعاة الصوماليين. وبعد أن تنجب المحظية من الأورومو طفلاً من سيدها الصومالي، كان يتم عتقها هي وطفلها وكانت تلك المحظية من الأورومو تتساوى مع الزوجات الصوماليات الأخريات للخاطف. ووفقًا للرائد في مجال الدراسات الصومالية إنريكو سيرولي، فإنه فيما يتعلق الدية (مال يُدفع نظير القتل) في القانون العرفي الصومالي (حير)، كانت حياة رقيق الأورومو تتساوى في القيمة مع تلك الخاصة بالصومالي العادي.
وكان الرقيق من الأورومو يحصلون على حرياتهم من خلال العتق، وغالبًا ما كان ذلك مصحوبًا بتقديم هدايا مثل الزوجات والماشية. وأثناء إبطال الاسترقاق، كان يتم منع التعامل مع عبيد الأورومو السابقين الذين كانت لهم علاقات حميمية مع الرعاة الصوماليين، بشكل قاسٍ، حيث كان هذا الأسلوب من التعامل القاسي يستخدم مع عبيد البانتو والعبيد النيليين.

## الإلغاء
ألغت الإدارة الاستعمارية الإيطالية العبودية في الصومال في مطلع القرن العشرين. ومع ذلك عارضت بعض العشائر الصومالية ولا سيما عشيرة البيمال هذه الفكرة. قاتلت عشيرة البيمال الإيطاليين للاحتفاظ بعبيدهم. منذ عام 1893 لم تعترف السلطات الاستعمارية الإيطالية في الصومال بالوضع القانوني للعبودية وبالتالي كان العبيد أحرارا قانونيا في ترك أصحابهم لكن الإيطاليين غالبا ما أعادوا العبيد الهاربين إلى أصحابهم إذا كان المالكون ينتمون إلى عشائر صديقة للإيطاليين وفي عامي 1903 و1904 وبعد ضغوط من المنظمات الإنسانية حظر الإيطاليون تجارة الرقيق وأعلنوا أن جميع العبيد المولودين بعد عام 1890 أحرار قانونيا.
عندما تولت الحكومة الإيطالية إدارة الصومال في عام 1906 حررت العبيد في المناطق الحضرية عن طريق التعويض لكنها لم تتحرك لتحرير العبيد في المناطق الداخلية من البلاد بل حاولت في الواقع وقف موجة الهاربين الذين تركوا أصحابهم عندما وصلت أنباء تحرير إيطاليا إلى المناطق الداخلية الريفية لأنها كانت سببا للاضطرابات لكن العديد من العبيد تركوا عبيدهم في الداخل واستقروا في أي حال في قراهم الخاصة بالعبيد السابقين ومزارعي الأراضي التابعين للعشائر.
أبلغ الإيطاليون اللجنة الاستشارية للخبراء بشأن العبودية في ثلاثينيات القرن العشرين أن العبودية وتجارة الرقيق في الصومال قد ألغيت الآن. ومع ذلك على الرغم من أن الإيطاليين حرروا بعض البانتو إلا أن بعض مجموعات البانتو ظلت مستعبدة حتى ثلاثينيات القرن العشرين واستمرت في احتقارها والتمييز ضدها من قبل أجزاء كبيرة من المجتمع الصومالي.